# 蹠行

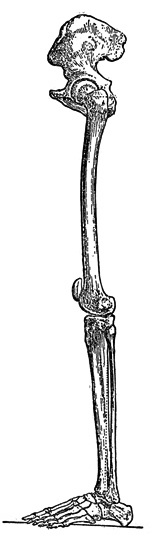
人類為蹠行動物

蹠行，又稱跖行，指的是陸生動物在行走時跗骨、跖骨和趾骨均著地。為哺乳動物三種行走行式之一，其他包括趾行，僅有腳趾著地而腳跟或腕不接觸地面，以及蹄行，僅有腳趾指甲（蹄）著地。
早期的哺乳動物，例如全齒目，多為蹠行。蹠行為哺乳動物中最原始的行走形式，趾行與蹄行在之後才演化出來。兩棲類與爬蟲類多為蹠行，鳥類則多為趾行。
蹠行哺乳動物包括（但不限於）：
- 靈長目（包括人類）
- 食肉目：
  - 浣熊科：浣熊
  - 鼬總科：貂熊、臭鼬
  - 熊
  - 小貓熊
  - 巴博劍齒虎
- 囓齒目：老鼠
- 兔形目：兔子
- 刺蝟
- 蹄兔目
- 有袋類：負鼠、袋熊

蹠行動物的腳掌幾乎完全接觸地面，提供了高穩定以及高耐重的優勢，然而這也使得蹠行動物難以用很高的速度進行奔跑。